# Arctostaphylos viridissima
Arctostaphylos viridissima là một loài thực vật có hoa trong họ Thạch nam. Loài này được (Eastw.) McMinn mô tả khoa học đầu tiên năm 1939.

## Hình ảnh

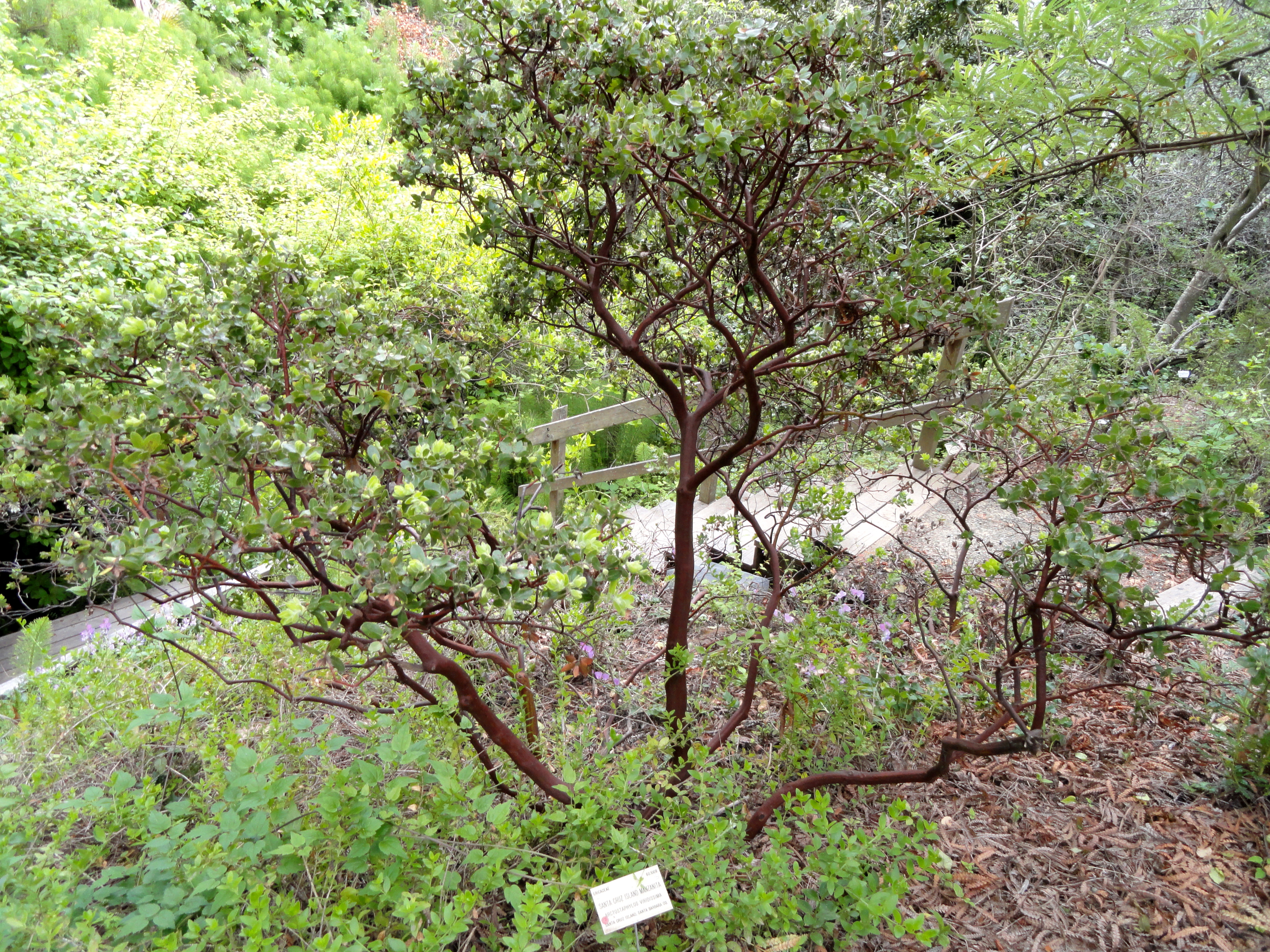